# Lieutenant Lilly and the Splodge of Opium
Lieutenant Lilly and the Splodge of Opium è un cortometraggio muto del 1913 diretto da Hay Plumb.

## Trama
Il tenente Lilly e i suoi uomini sedano una rivolta dei Boxer e salvano una ragazza da una fumeria d'oppio.

## Produzione
Il film fu prodotto dalla Hepworth.

## Distribuzione
Distribuito dalla Hepworth, il film - un cortometraggio di 220,98 metri - uscì nelle sale cinematografiche britanniche nel febbraio 1913.
Si conoscono pochi dati del film che, prodotto dalla Hepworth, fu distrutto nel 1924 dallo stesso produttore, Cecil M. Hepworth. Fallito, in gravissime difficoltà finanziarie, il produttore pensò in questo modo di poter almeno recuperare il nitrato d'argento della pellicola.